# رالف غلابر
رودولفوس (أو رالف) غلابر (985-1047) كان راهبًا ومؤرخًا للأعوام في نهاية الألفية الأولى وبداية الألفية الثانية وأحد أهم المصادر في تاريخ فرنسا في تلك المرحلة.

## وصلات خارجية
- رالف غلابر على موقع الموسوعة البريطانية (الإنجليزية)